# Калиш, Виктор
Виктор Калиш (4 декабря 1902 года, Линз, Австрия — 21 июля 1976 года) — бывший австрийский спринт каноист. Принимал участие в соревнованиях по гребле на байдарках и каноэ в конце 1930-х годов. Участник Олимпийских игр 1936 в Берлине.

## Спортивные достижения
Виктор Калиш завоевал серебряную медаль в дисциплине К-2 на дистанции 10000 метров на летних Олимпийских играх 1936 в Берлине. Австрийские спортсмены опередили шведов более чем за минуту, в итоге шведы заняли третье место.
Партнером Калиша на соревнованиях был австрийский спортсмен Карл Штайнхубер (Karl Steinhuber).